# Caryville (Tennessee)
Caryville é uma cidade  localizada no estado norte-americano de Tennessee, no Condado de Campbell.

## Demografia
Segundo o censo norte-americano de 2000, a sua população era de 2243 habitantes.
Em 2006, foi estimada uma população de 2382, um aumento de 139 (6.2%).

## Geografia
De acordo com o United States Census Bureau tem uma área de
14,2 km², dos quais 13,5 km² cobertos por terra e 0,7 km² cobertos por água.

## Localidades na vizinhança
O diagrama seguinte representa as localidades num raio de 28 km ao redor de Caryville.